# Kevin Watson
Kevin Edward Watson (Hackney, 3 gennaio 1974) è un allenatore di calcio ed ex calciatore inglese, di ruolo centrocampista.

## Carriera

### Giocatore
Dopo aver giocato nelle giovanili del Tottenham viene aggregato alla prima squadra, militante nella prima divisione inglese, a partire dalla stagione 1992-1993; vi rimane per complessive quattro stagioni consecutive, intervallate da vari periodi in prestito in altri club, senza però mai riuscire a giocare con continuità: l'unica stagione in cui gioca delle partite di campionato (5) è la 1992-1993, nella quale segna peraltro anche il suo primo gol in carriera tra i professionisti, nella sua unica presenza stagionale in Coppa di Lega, contro il Brentford. Le Bees sono peraltro il primo dei tre diversi club a cui in questi anni viene ceduto in prestito: con loro gioca 4 partite in terza divisione nella parte finale della stagione 1993-1994, mentre con il Bristol City gioca 4 partite in seconda divisione nei primi mesi della stagione successiva. Nell'estate del 1995 gioca poi 4 partite in Intertoto con il Tottenham, concludendo però l'annata in prestito al Barnet, con cui gioca 13 partite in quarta divisione.
Nell'estate del 1996 viene ceduto allo Swindon Town, club di seconda divisione, con cui rimane per un triennio segnando una rete in 63 presenze in questa categoria, a cui aggiunge 3 presenze in terza divisione nelle prime settimane della stagione 1999-2000, nella quale gioca poi in quarta divisione al Rotherham Utd, con cui conquista una promozione in terza divisione, categoria in cui poi milita nel campionato successivo, terminato con una seconda promozione consecutiva, questa volta in seconda divisione. Gioca poi in terza divisione con il Reading (con cui conquista anche una promozione in seconda divisione) e con il Colchester Utd, con cui conquista anche una promozione in seconda divisione (la sua terza in carriera) al termine della stagione 2005-2006. Gioca infine per alcuni mesi in quarta divisione con il Luton Town, ritirandosi nel dicembre del 2008.
In carriera ha totalizzato complessivamente 405 presenze e 13 reti nei campionati della Football League, la maggior parte delle quali (394) fra seconda e terza divisione.

### Allenatore
Ha lavorato come vice ed allenato in vari club semiprofessionistici tra la quinta e la settima divisione inglese.